# Wohn- und Wirtschaftsgebäude Wörpedorfer Straße 10
Das Wohn- und Wirtschaftsgebäude Wörpedorfer Straße 10 vom Schlobohms-Hof in der niedersächsischen Gemeinde Grasberg-Wörpedorf im Landkreis Osterholz stammt aus der Mitte des 19. Jahrhunderts. Das Gebäude steht unter Denkmalschutz (siehe auch Liste der Baudenkmale in Grasberg).

## Geschichte und Beschreibung
Der Ort Wörpedorf wurde 1751 im Rahmen der Moorkolonisierung des Teufelsmoores mit 51 Hofstellen gegründet.
Das eingeschossige traufständige Wohn- und Wirtschaftsgebäude wurde 1863 als Zweiständer-Hallenhaus in Rasterfachwerk mit Steinausfachungen und reetgedecktem Krüppelwalmdach mit Uhlenloch sowie Grooter Door mit Korbbogen gebaut (Inschrift).
Das Landesdenkmalamt befand u. a.: „… baulicher Überrest einer ehemaligen Hofanlage …“
Aktuell (2025) wird es zum Wohnen und zur Pferdeaufzucht genutzt.